# ミン・ミン・トゥー
ミン・ミン・トゥー（ビルマ語: မင်းမင်းသူ、1988年3月30日 - ）は、ミャンマーのサッカー選手。ミャンマー代表。ポジションはMF。

## クラブ歴
2009年、エーヤワディー・ユナイテッドFCに加入。

## 代表歴
U-23代表として2011年東南アジア競技大会に参加し銅メダルを獲得した。
A代表初出場となったのは2011年6月29日の2014 FIFAワールドカップ・アジア1次予選、モンゴル代表戦で、初得点となったのはフィリピンピースカップ2014のフィリピン代表戦であった。

## タイトル

### クラブ
エーヤワディー・ユナイテッドFC
- MFFカップ: 2012, 2014
- アウン・サン将軍杯: 2015

### 代表
- フィリピンピースカップ: 2014